# Coupe du monde d'escrime 2011-2012
Navigation
Édition précédente Édition suivante
| Légende                   |
| Jeux olympiques           |
| Championnats du monde     |
| Championnats continentaux |
| Grands Prix               |
| Coupe du monde            |
| Satellite                 |

Résultats des principaux tournois d'escrime organisés par la FIE pour la saison 2011-2012.

## Épée individuelle

### Palmarès Hommes
| Date       | Nom et lieu du tournoi                                 | Vainqueur                       | Finaliste          |
| 22/10/2011 | Kupittaa tournament, Turku                             | Tommi Hurme                     | Kasper Roslander   |
| 29/10/2011 | Tournoi satellite, Copenhague                          | Frederik Von Der Osten          | Mihails Jefremenko |
| 12/11/2011 | Tournoi satellite, Arhus                               | Uwe Kirschen                    | Gareth Thomas      |
| 26/11/2011 | Tournoi satellite, Oslo                                | Bartosz Piasecki                | Fredrik Backer     |
| 03/12/2011 | Tournoi satellite, Dublin                              | Radosław Zawrotniak             | Raffaello Marzani  |
| 11/12/2011 | Belgrade Trophy, Belgrade                              | Anatoliy Herey                  | Mihails Jefremenko |
| 21/01/2012 | SAF Pokalen, Stockholm                                 | Nikolai Novosjolov              | Fredrik Backer     |
| 27/01/2012 | Coupe du monde, Legnano                                | Dmitriy Karuchenko              | Ulrich Robeiri     |
| 10/02/2012 | Grand Prix du Qatar 2012, Doha                         | Park Kyoung-doo                 | Silvio Fernandez   |
| 24/02/2012 | International Hapoel games, Ashkelon                   | Anatoliy Herey                  | Athos Schwantes    |
| 02/03/2012 | Glaive de Tallinn, Tallinn                             | Nikolai Novosjolov              | Gauthier Grumier   |
| 16/03/2012 | Challenge réseau ferré de France, trophée Monal, Paris | Diego Confalonieri              | Fabian Kauter      |
| 22/04/2012 | Championnats d'Afrique, Casablanca                     | Ayman Alaa El Din Mohamed Fayez | Ahmed El Saghir    |
| 23/04/2012 | Championnats asiatiques, Wakayama                      | Jung Jin-sun                    | Elmir Alimzhanov   |
| 27/04/2012 | Heidenheim Pokal, Heidenheim                           | Ulrich Robeiri                  | Fabian Kauter      |
| 05/05/2012 | Tournoi satellite, Antalya                             | Serguey Toropygin               | Emir Sendut        |
| 12/05/2012 | Charlotte Bernadotte Stockholm, Stockholm              | Nikolai Novosjolov              | Geza Imre          |
| 19/05/2012 | St Duje's Cup, Split                                   | Yusuf Bojte                     | Tommi Hurme        |
| 26/05/2012 | Aphrodite Cup, Limassol                                | Gregory Allen                   | Lev Averbuch       |
| 02/06/2012 | Grand Prix de Berne, Berne                             | Max Heinzer                     | Bohdan Nikishyn    |
| 17/06/2012 | Championnats panaméricains, Cancún                     | Soren Thompson                  | Ruben Limardo      |
| 18/06/2012 | Championnats d'Europe, Legnano                         | Pavel Sukhov                    | Nikolai Novosjolov |
| 29/06/2012 | Jockey Club Argentino, Buenos Aires                    | Fabian Kauter                   | Max Heinzer        |
| 28/07/2012 | JO, Londres                                            | Ruben Limardo                   | Bartosz Piasecki   |

### Palmarès Femmes
| Date       | Nom et lieu du tournoi                                   | Vainqueur                      | Finaliste             |
| 23/10/2011 | Kupittaa tournament, Turku                               | Erika Kirpu                    | Larisa Andreeva       |
| 29/10/2011 | Tournoi satellite, Copenhague                            | Elizabeth Highton              | Alexandra Ndolo       |
| 12/11/2011 | Tournoi satellite, Arhus                                 | Chang Chia-ling                | Maria Sapin-Dornacher |
| 27/11/2011 | Tournoi satellite, Oslo                                  | Irina Embrich                  | Kristina Kuusk        |
| 11/12/2011 | Belgrade Trophy, Belgrade                                | Caroline Piasecka              | Smiljka Rodic         |
| 22/01/2012 | SAF Pokalen, Stockholm                                   | Irina Embrich                  | Erika Kirpu           |
| 11/02/2012 | Grand Prix, Doha                                         | Mara Navarria                  | Jung Hyo-jung         |
| 25/02/2012 | Westend Grand Prix in Memoriam Sakovics Jozsef, Budapest | Malgorzata Bereza              | Mara Navarria         |
| 09/03/2012 | Ciudad de Barcelona, Barcelone                           | Ana Maria Brânză               | Simona Gherman        |
| 23/03/2012 | Challenge International de Saint-Maur                    | Emma Samuelsson                | Sun Yujie             |
| 20/04/2012 | Championnats d'Afrique, Casablanca                       | Sarra Besbes                   | Mona Abdel Aziz       |
| 22/04/2012 | Championnats asiatiques, Wakayama                        | Shin A-lam                     | Sun Yujie             |
| 04/05/2012 | Épée internationale, Rio de Janeiro                      | Rossella Fiamingo              | Sun Yujie             |
| 05/05/2012 | Tournoi satellite, Antalya                               | Gokce Gunac                    | Elena Damas           |
| 19/05/2012 | St Duje's Cup, Split                                     | Alksandra Jevremovic           | Karin Louise Hooge    |
| 19/05/2012 | Grand Prix, La Havane                                    | Anca Măroiu                    | Monika Sozanska       |
| 09/06/2012 | Tournoi international, Nankin                            | Luo Xiaojuan                   | Li Na                 |
| 15/06/2012 | Championnats panaméricains, Cancún                       | Maya Lawrence                  | Jesika Jiménez Luna   |
| 15/06/2012 | Championnats d'Europe, Legnano                           | Simona Gherman                 | Anca Măroiu           |
| 17/06/2012 | Cole Cup, Newcastle                                      | Hannah Elizabeth Lawrence      | Elizabeth Highton     |
| 29/06/2012 | Coupe du monde, Leipzig                                  | Joséphine Jacques-André-Coquin | Irina Embrich         |
| 28/07/2012 | JO, Londres                                              | Yana Shemyakina                | Britta Heidemann      |

## Fleuret individuel

### Palmarès Hommes
| Date     | Nom et lieu du tournoi                       | Vainqueur                               | Finaliste                               |
| 12/11/11 | Tournoi satellite, Amsterdam                 | Keith Cook                              | Sebastiaan Borst                        |
| 04/12/11 | Leon Paul satellite, Londres                 | Husayn Rosowsky                         | Tobia Biondo                            |
| 27/01/12 | Challenge International de Paris, Paris      | Andrea Cassara                          | Ma Jianfei                              |
| 17/02/12 | Tournoi Ciudad de A Coruña, La Corogne       | Andrea Cassara                          | Erwann Le Péchoux                       |
| 03/03/12 | Coupe Ville de Venise, Venise                | Erwann Le Péchoux                       | Artur Akhmatkhuzin                      |
| 16/03/12 | Löwe von Bonn, Bonn                          | Artem Sedov                             | Peter Joppich                           |
| 24/03/12 | Tournoi satellite, Copenhague                | Richard Kruse                           | Francesco Trani                         |
| 20/04/12 | Championnats d'Afrique, Casablanca           | Alaaeldin Mohamed El Sayed Abouelkassem | Tarek Fouad                             |
| 23/04/12 | Championnats asiatiques, Wakayama            | Lei Sheng                               | Huang Liangcai                          |
| 28/04/12 | Prince Takamado WC, Wakayama                 | Ma Jianfei                              | Choi Byung-chul                         |
| 18/05/12 | SK Trophée Séoul, Séoul                      | Andrea Cassarà                          | Giorgio Avola                           |
| 01/06/12 | Fleuret de St-Pétersbourg, Saint-Pétersbourg | Andrea Cassarà                          | Giorgio Avola                           |
| 16/06/12 | Championnats Panaméricains, Cancún           | Race Imboden                            | Alexander Massialas                     |
| 16/06/12 | Championnats d'Europe, Legnano               | Aleksey Cheremisinov                    | Benjamin Kleibrink                      |
| 29/06/12 | Copa Villa La Habana, La Havane              | Julien Mertine                          | Giorgio Avola                           |
| 28/07/12 | JO, Londres                                  | Lei Sheng                               | Alaaeldin Mohamed El Sayed Abouelkassem |

### Palmarès Femmes
| Date     | Nom et lieu du tournoi                       | Vainqueur          | Finaliste                       |
| 10/02/12 | Reinhold-Würth-Cup, Tauberbischofsheim       | Elisa Di Francisca | Valentina Vezzali               |
| 24/02/12 | The Artus Court PKO BP, Gdansk               | Corinne Maîtrejean | Nam Hyun-hee                    |
| 09/03/12 | Coupe du monde, Turin                        | Ilaria Salvatori   | Sylwia Gruchala                 |
| 23/03/12 | Coupe du monde, Budapest                     | Valentina Vezzali  | Aida Shanaeva                   |
| 25/03/12 | Tournoi satellite, Copenhague                | Sandra Kleinberger | Ambre Civiero                   |
| 21/04/12 | Championnats d'Afrique, Casablanca           | Inès Boubakri      | Iman Shaban                     |
| 22/04/12 | Championnats asiatiques, Wakayama            | Nam Hyun-hee       | Jung Gil-ok                     |
| 28/04/12 | Grand Prix, Marseille                        | Valentina Vezzali  | Arianna Errigo                  |
| 04/05/12 | Coupe du monde, Shanghai                     | Astrid Guyart      | Alice Volpi                     |
| 19/05/12 | SK Trophée Séoul, Séoul                      | Sylwia Gruchala    | Nam Hyun-hee                    |
| 03/06/12 | Fleuret de St-Petersbourg, Saint-Pétersbourg | Elisa Di Francisca | Arianna Errigo                  |
| 17/06/12 | Championnats Panaméricains, Cancún           | Lee Kiefer         | Saskia Loretta Van Erven Garcia |
| 18/06/12 | Championnats d'Europe, Legnano               | Inna Deriglazova   | Kamilla Gafurzianova            |
| 28/07/12 | JO, Londres                                  | Elisa Di Francisca | Arianna Errigo                  |

## Sabre individuel

### Palmarès Hommes
| Date     | Nom et lieu du tournoi                                       | Vainqueur           | Finaliste            |
| 22/10/11 | Tournoi satellite, Gand                                      | Seppe Van Holsbeke  | Nikolai Nikolic      |
| 12/11/11 | Tournoi satellite, Amsterdam                                 | Pál Nagy            | Gabriele Foschini    |
| 14/01/12 | Tournoi satellite, Copenhague                                | Nikolasz Iliasz     | Csanad Gemesi        |
| 04/02/12 | Glaive D’Asparoukh, Plovdiv                                  | Nicolas Limbach     | Gu Bon Gil           |
| 11/02/12 | Tournoi satellite, Orebro                                    | Joseph Polossifakis | Lam Hin Chung        |
| 17/02/12 | Trophée Luxardo, Padoue                                      | Nicolas Limbach     | Alexey Yakimenko     |
| 03/03/12 | Gerevich-Kovacs-Karpati Grand Prix for the Mol Cup, Budapest | Nicolas Limbach     | Áron Szilágyi        |
| 16/03/12 | Sabre de Moscou, Moscou                                      | Nikolay Kovalev     | Julien Pillet        |
| 17/03/12 | Tournoi satellite, Helsinki                                  | Philippe Beaudry    | Guido Eduardo Mulero |
| 21/04/12 | Championnats d'Afrique, Casablanca                           | Mannad Ghazy        | Mamadou Keïta        |
| 24/04/12 | Championnats asiatiques, Wakayama                            | Gu Bon-gil          | Won Woo-young        |
| 27/04/12 | Coupe Akropolis, Athènes                                     | Benedikt Beishem    | Benedikt Wagner      |
| 11/05/12 | Villa de Madrid, Madrid                                      | Nicolas Limbach     | Alexey Yakimenko     |
| 02/06/12 | Sabre de Wolodyjowski, Varsovie                              | Alexey Yakimenko    | Veniamin Reshetnikov |
| 02/06/12 | Tournoi satellite, Reykjavik                                 | Alexander Achten    | Hilmar Orn Jonsson   |
| 15/06/12 | Championnats Panaméricains, Cancún                           | Joseph Polossifakis | Jeff Spear           |
| 15/06/12 | Championnats d'Europe, Legnano                               | Alexey Yakimenko    | Boladé Apithy        |
| 16/06/12 | Cole Cup, Newcastle                                          | Pál Nagy            | Ibrahim Ahmet Ant    |
| 23/06/12 | Coupe du Monde, Chicago                                      | Áron Szilágyi       | Kim Jung-hwan        |
| 28/07/12 | JO, Londres                                                  | Áron Szilágyi       | Diego Occhiuzzi      |

### Palmarès Femmes
| Date       | Nom et lieu du tournoi             | Vainqueur           | Finaliste            |
| 10/02/2012 | Trophée BNP Paribas, Orléans       | Mariel Zagunis      | Sofia Velikaïa       |
| 24/02/2012 | England Trophy, Londres            | Vassiliki Vougiouka | Sofia Velikaïa       |
| 09/03/2012 | Tournoi international, Antalya     | Olha Kharlan        | Kim Ji-yeon          |
| 16/03/2012 | Coupe du monde, Moscou             | Sofia Velikaïa      | Chen Xiaodong        |
| 22/04/2012 | Championnats d'Afrique, Casablanca | Azza Besbes         | Amira Ben Chaabane   |
| 24/04/2012 | Championnats asiatiques, Wakayama  | Yoon Ji-su          | Zhu Min              |
| 04/05/2012 | Coupe du monde, Bologne            | Sofia Velikaïa      | Olha Kharlan         |
| 19/05/2012 | Coupe du monde, Tianjin            | Mariel Zagunis      | Aleksandra Socha     |
| 02/06/2012 | Tournoi satellite, Reykjavik       | Alejandra Benitez   | Gudrun Johannsdottir |
| 08/06/2012 | Challenge Yves Brasseur, Gand      | Ilaria Bianco       | Irene Vecchi         |
| 16/06/2012 | Championnats panaméricains, Cancún | Mariel Zagunis      | Dagmara Wozniak      |
| 16/06/2012 | Championnats d'Europe, Legnano     | Olha Kharlan        | Vassiliki Vougiouka  |
| 16/06/2012 | Cole Cup, Newcastle                | Alice Watson        | Kira Roberts         |
| 23/06/2012 | Coupe du Monde, Chicago            | Olha Kharlan        | Mariel Zagunis       |
| 28/07/2012 | JO, Londres                        | Kim Ji-yeon         | Sofia Velikaïa       |

## Épée par équipes

### Palmarès Hommes
| Date     | Nom et lieu du tournoi                   | Vainqueur    | Finaliste    |
| 29/01/12 | Coupe du monde par équipes, Legnano      | Corée du Sud | États-Unis   |
| 04/03/12 | Coupe du monde par équipes, Tallinn      | France       | Corée du Sud |
| 18/03/12 | Coupe du monde par équipes, Paris        | France       | Italie       |
| 14/04/12 | Championnats du monde par équipes, Kiev  | États-Unis   | France       |
| 25/04/12 | Championnats d'Afrique, Casablanca       | Égypte       | Sénégal      |
| 26/04/12 | Championnats asiatiques, Wakayama        | Corée du Sud | Kazakhstan   |
| 29/04/12 | Coupe du monde par équipes, Heidenheim   | Suisse       | Italie       |
| 20/06/12 | Championnats Panaméricains, Cancún       | Venezuela    | États-Unis   |
| 20/06/12 | Championnats d'Europe, Legnano           | Suisse       | Hongrie      |
| 01/07/12 | Coupe du monde par équipes, Buenos Aires | Hongrie      | Canada       |

### Palmarès Femmes
| Date     | Nom et lieu du tournoi                            | Vainqueur  | Finaliste      |
| 13/02/12 | Grand Prix, Doha                                  | Russie     | Chine          |
| 11/03/12 | Coupe du monde par équipes, Barcelone             | Roumanie   | Ukraine        |
| 25/03/12 | Coupe du monde par équipes, Saint-Maur-des-Fossés | Russie     | États-Unis     |
| 23/04/12 | Championnats d'Afrique, Casablanca                | Tunisie    | Afrique du Sud |
| 26/04/12 | Championnats asiatiques, Wakayama                 | Chine      | Corée du Sud   |
| 06/05/12 | Coupe du monde par équipes, Rio de Janeiro        | Russie     | Italie         |
| 17/06/12 | Championnats d'Europe, Legnano                    | Russie     | Roumanie       |
| 18/06/12 | Championnats Panaméricains, Cancún                | États-Unis | Brésil         |
| 01/07/12 | Coupe du monde par équipes, Leipzig               | Pologne    | Estonie        |
| 28/07/12 | JO, Londres                                       | Chine      | Corée du Sud   |

## Fleuret par équipes

### Palmarès Hommes
| Date     | Nom et lieu du tournoi                  | Vainqueur    | Finaliste |
| 29/01/12 | Challenge International de Paris, Paris | Italie       | Allemagne |
| 19/02/12 | Coupe du Monde par équipes, La Corogne  | Allemagne    | France    |
| 18/03/12 | Coupe du Monde par équipes, Bonn        | Allemagne    | Italie    |
| 23/04/12 | Championnats d'Afrique, Casablanca      | Égypte       | Tunisie   |
| 25/04/12 | Championnats asiatiques, Wakayama       | Corée du Sud | Chine     |
| 20/05/12 | Coupe du Monde par équipes, Séoul       | Italie       | Chine     |
| 19/06/12 | Championnats Panaméricains, Cancún      | États-Unis   | Brésil    |
| 19/06/12 | Championnats d'Europe, Legnano          | Italie       | France    |
| 01/07/12 | Coupe du Monde par équipes, La Havane   | Italie       | Chine     |
| 28/07/12 | JO, Londres                             | Italie       | Japon     |

### Palmarès Femmes
| Date     | Nom et lieu du tournoi                         | Vainqueur    | Finaliste    |
| 12/02/12 | Coupe du Monde par équipes, Tauberbischofsheim | Italie       | Russie       |
| 11/03/12 | Coupe du Monde par équipes, Turin              | Italie       | Corée du Sud |
| 25/03/12 | Coupe du Monde par équipes, Budapest           | Italie       | Russie       |
| 24/04/12 | Championnats d'Afrique, Casablanca             | Tunisie      | Égypte       |
| 25/04/12 | Championnats asiatiques, Wakayama              | Corée du Sud | Japon        |
| 06/05/12 | Coupe du Monde par équipes, Shanghai           | Russie       | Italie       |
| 05/06/12 | Coupe du Monde par équipes, Saint-Pétersbourg  | Italie       | Russie       |
| 20/06/12 | Championnats Panaméricains, Cancún             | États-Unis   | Canada       |
| 20/06/12 | Championnats d'Europe, Legnano                 | Italie       | France       |
| 28/07/12 | JO, Londres                                    | Italie       | Russie       |

## Sabre par équipes

### Palmarès Hommes
| Date     | Nom et lieu du tournoi              | Vainqueur    | Finaliste    |
| 19/02/12 | Coupe du Monde par équipes, Padoue  | Allemagne    | Biélorussie  |
| 18/03/12 | Coupe du Monde par équipes, Moscou  | Chine        | Russie       |
| 24/04/12 | Championnats d'Afrique, Casablanca  | Tunisie      | Égypte       |
| 27/04/12 | Championnats asiatiques, Wakayama   | Chine        | Corée du Sud |
| 29/04/12 | Coupe du Monde par équipes, Athènes | Russie       | Allemagne    |
| 13/05/12 | Coupe du Monde par équipes, Madrid  | Corée du Sud | Russie       |
| 17/06/12 | Championnats d'Europe, Legnano      | Russie       | Roumanie     |
| 18/06/12 | Championnats Panaméricains, Cancún  | États-Unis   | Canada       |
| 24/06/12 | Coupe du Monde par équipes, Chicago | Roumanie     | Biélorussie  |
| 28/07/12 | JO, Londres                         | Corée du Sud | Roumanie     |

### Palmarès Femmes
| Date     | Nom et lieu du tournoi                  | Vainqueur    | Finaliste  |
| 26/02/12 | Coupe du Monde par équipes, Londres     | Russie       | Ukraine    |
| 11/03/12 | Coupe du Monde par équipes, Antalya     | Russie       | États-Unis |
| 13/04/12 | Championnats du Monde par équipes, Kiev | Russie       | Ukraine    |
| 25/04/12 | Championnats d'Afrique, Casablanca      | Tunisie      | Égypte     |
| 27/04/12 | Championnats asiatiques, Wakayama       | Corée du Sud | Chine      |
| 06/05/12 | Coupe du Monde par équipes, Bologne     | Italie       | États-Unis |
| 10/06/12 | Coupe du Monde par équipes, Gand        | États-Unis   | Russie     |
| 19/06/12 | Championnats Panaméricains, Cancún      | États-Unis   | Venezuela  |
| 19/06/12 | Championnats d'Europe, Legnano          | Russie       | Ukraine    |
| 24/06/12 | Coupe du Monde par équipes, Chicago     | États-Unis   | Italie     |